# Lois de Burgos

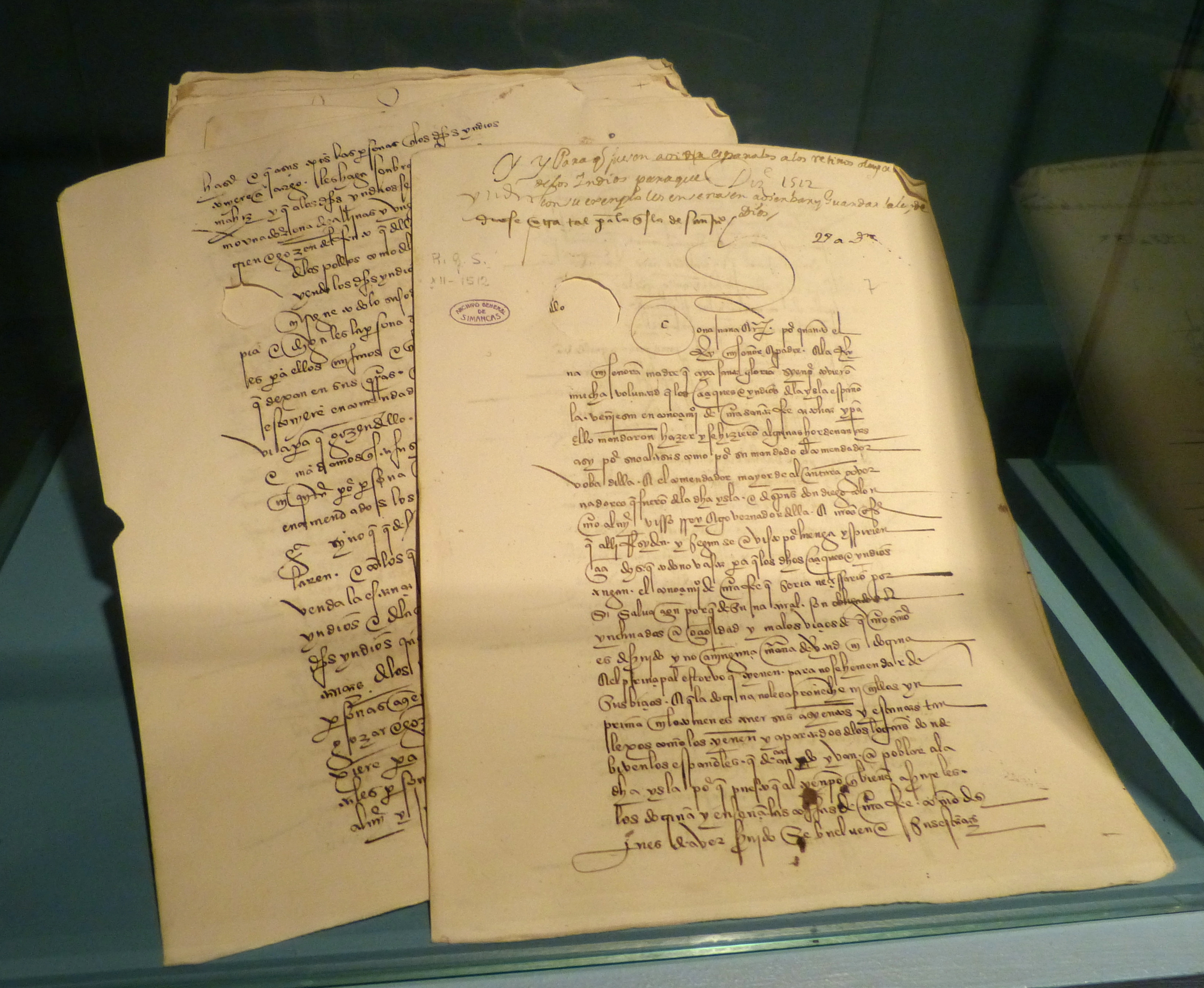
Fac-similé des Archives générales de Simancas

Les lois de Burgos, furent les premières ordonnances que la monarchie hispanique mit en œuvre aux Amériques pour organiser la conquête. Elles furent promulguées à Burgos le 27 décembre 1512 puis complétées en juillet 1513, avec pour but principal de protéger les Amérindiens des conquistadors. Elles ne furent que vaguement appliquées aux Nouvelles-Indes, la distance empêchant tout contrôle.

## Histoire

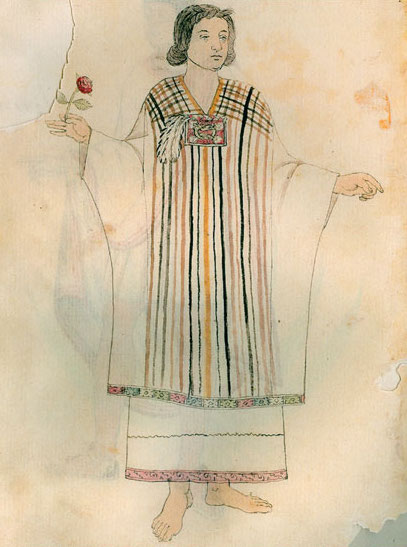
Femme mexicaine (codex de Tudele) (v. 1550)

En 1511, le dominicain Antonio de Montesinos avait tenu à Saint-Domingue un sermon célèbre dénonçant les exactions commises par les colons espagnols contre les Indiens dans les Grandes Antilles au cours de la première décennie du XVIe siècle. Cette dénonciation s'inscrivait dans le cadre d'une question préoccupante : la justification de la souveraineté espagnole sur les territoires du Nouveau Monde. Afin de réglementer les rapports entre les colons et les autochtones, le roi Ferdinand le Catholique réunit une junte de juristes à Burgos en 1512.
Les discussions opposèrent le juriste Juan López de Palacios Rubios, qui faisait valoir la théorie inspirée d'Aristote de la servitude légitime des Indiens pour leur propre intérêt, à Matías de Paz, représentant des indigénistes indignés par l'exploitation des Indiens.
Ces débats aboutirent à la reconnaissance des droits légitimes du roi d'Espagne sur son territoire du Nouveau Monde à condition toutefois qu'il n'exploite pas les Indiens mais leur reconnaisse des droits d'hommes libres. Toutefois, les débats aboutirent aussi à reconnaître la nécessité pour les Indiens de travailler au profit de la Couronne par l'intermédiaire des Espagnols installés sur place. Conformément à la tradition médiévale, l'évangélisation des Indiens était comprise comme un bien supérieur permettant de justifier les éventuelles injustices qui pourraient leur être infligées.

## Résumé des lois de Burgos

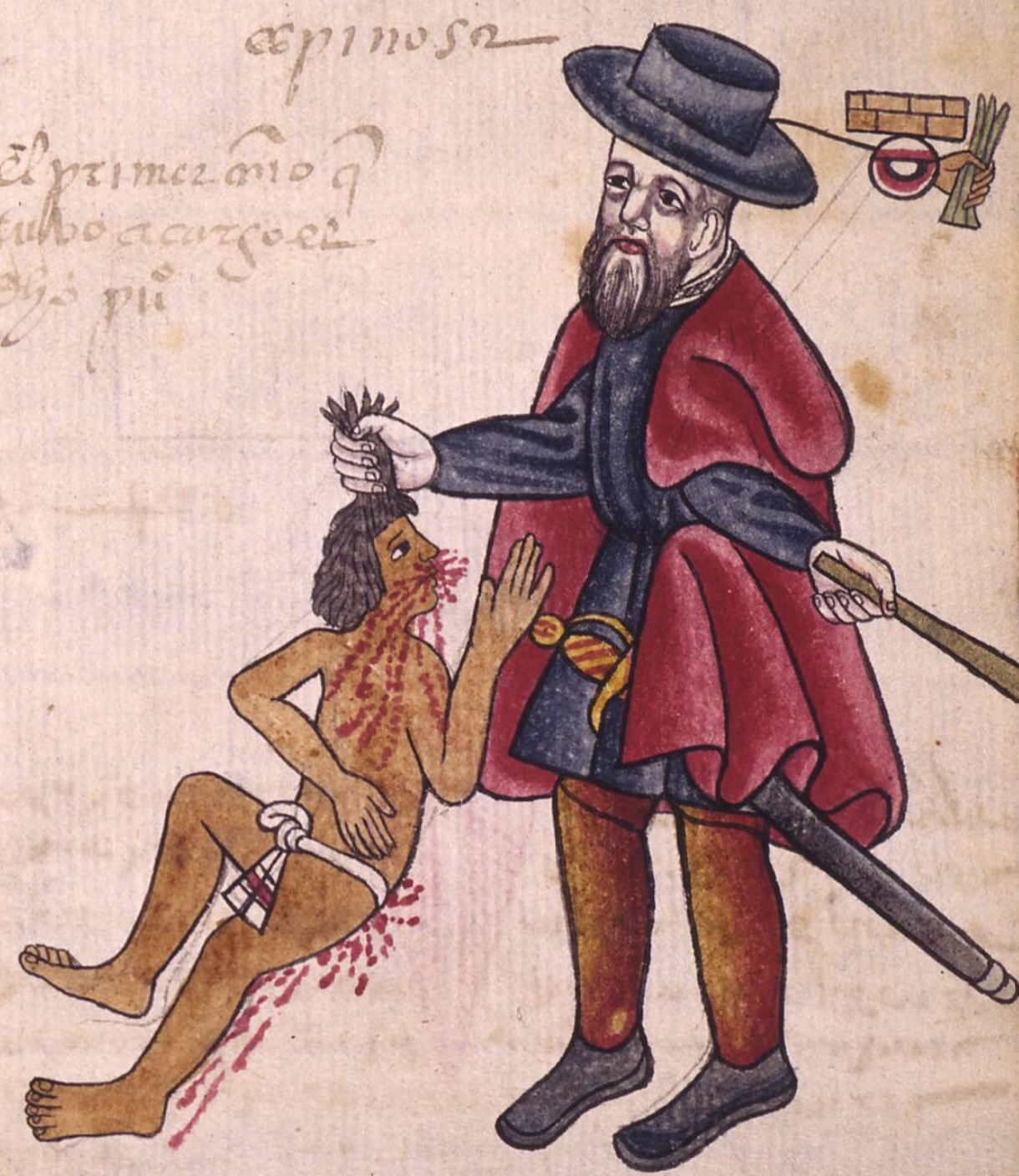
Extrait du codex Kingsborough, un indigène mexicain porte plainte contre un abus commis par le responsable d'une encomienda

Les 35 ordonnances connues également sous le nom « d’ordonnances données pour la bonne administration et le bon traitement des Indiens » prévoient, pour l'essentiel, les dispositions suivantes :
- Droit de chaque indigène à un repos de quarante jours après cinq mois de travail
- Obligation de nourrir les indigènes correctement et de leur donner à manger de la viande le dimanche
- Interdiction de faire travailler jusqu’à épuisement les indigènes ; interdiction de faire travailler les femmes enceintes dans les mines ou à la plantation des cultures
- Obligation de loger et vêtir les indigènes ; obligation de leur fournir un hamac
- Interdiction d'emprisonner les indigènes et de les frapper avec des bâtons ou des fouets
- Interdiction faite aux indigènes de se saigner, de se peindre le corps, de se saouler…
- Obligation de construire des églises partout de façon que les indigènes puissent entendre la messe facilement, les dimanches et les jours fériés
- Instruction chrétienne obligatoire pour tous les indigènes
- Nomination d'un « moniteur » pour cinquante indigènes chargé de veiller à l’administration gratuite des sacrements, au baptême des nouveau-nés, à la tenue des registres des naissances et des décès, à la pratique du mariage régulier et non consanguin ainsi qu’à la monogamie. Le « moniteur » sera assisté de deux inspecteurs choisis parmi les voisins les plus âgés de l’encomienda la plus proche[3].
- etc.

Des modifications sont ajoutées aux Lois de Burgos, le 28 juillet 1513 :
1. Les femmes indiennes mariées à des hommes indiens ne devraient pas être forcées de servir avec leurs maris dans les mines ou ailleurs à moins que de leur plein gré ou que leurs maris ne souhaitent les prendre.
2. Les enfants indiens n'ont pas à faire de travail d'adulte avant l'âge de quatorze ans. Ils sont alors obligés de faire les corvées des enfants, comme désherber ou travailler dans les fermes de leurs parents.
3. Les femmes indiennes célibataires qui sont sous l'autorité de leurs parents doivent travailler avec eux sur leurs terres. Ceux qui ne sont pas sous l'autorité de leurs parents doivent être tenus à l'écart de peur qu'ils ne deviennent sans abri.
4. Après deux ans de service, les Indiens peuvent partir. D'ici là, ils seront des chrétiens civilisés et convenables, capables de se gouverner eux-mêmes.

## Application
Le champ d'application des lois de Burgos a commencé sur l'île d'Hispaniola, pour s'étendre plus tard aux îles de Porto Rico et de la Jamaïque. Plus tard, ils seront appliqués sur le continent (le Venezuela actuel) à l'initiative du dominicain Fray Pedro de Córdoba.
En fait, la réglementation connaît un haut degré de non-respect de la part des Espagnols lorsqu'elle est appliquée en Amérique, enregistrant une multitude d'abus qui ont suscité - dès le moment de sa mise en œuvre - de nombreuses réclamations et protestations. Malgré les ordonnances, la population indigène des Antilles a continué de décliner.